# Pointe Morin
Pointe Morin är en bergstopp i Schweiz.   Den ligger i kantonen Valais, i den sydvästra delen av landet, 120 km söder om huvudstaden Bern. Toppen på Pointe Morin är 3 590 meter över havet, eller 48 meter över den omgivande terrängen. Bredden vid basen är 0,09 km.
Terrängen runt Pointe Morin är huvudsakligen mycket bergig. Närmaste större samhälle är Martigny, 17,9 km norr om Pointe Morin. 
Trakten runt Pointe Morin består i huvudsak av gräsmarker. Runt Pointe Morin är det glesbefolkat, med 17 invånare per kvadratkilometer.